# Erezée
Érezée là một đô thị của Bỉ. Đô thị này nằm ở tỉnh Luxembourg, vùng Wallonie, Vương quốc Bỉ.
Ngày 1 tháng 1 năm 2007, đô thị này có diện tích 78,44 km², có dân số 2.968 dân với mật độ dân số 37,8 người trên mỗi km².